# Rắn hổ xiên mắt
Rắn hổ xiên mắt (danh pháp khoa học: Pseudoxenodon macrops) là một loài rắn trong họ Rắn nước. Loài này được Blyth mô tả khoa học đầu tiên năm 1855.
P. macrops là một loài khá biến đổi với màu nâu và gần như hơi đen với các thanh ngang ngắn.
P. macrops ăn trên ếch và thằn lằn. P. macrops là một loài độc. Tuy nhiên, nó vô hại với con người. P. macrops là một loài đẻ trứng. Một con cái trưởng thành có thể đẻ được 10 quả trứng. 

## Sự nhầm lẫn
Nhiều người nhầm lẫn loài rắn này có độc như các loài rắn hổ mang khác.